# Felin-fach
Felin-fach est un village et une communauté du Powys, au pays de Galles.

## Géographie
Felin-fach est situé dans le sud du Powys, dans le comté historique du Brecknockshire, à 7 km au nord-est de la ville de Brecon.
La communauté de Felin-fach comprend aussi les villages et hameaux de Llandyfaelog Tre'r-graig (en), Llanfilo, Tredomen, Trefeitha, Pen-isa'r-waen et Talachddu.

## Démographie
Au recensement de 2011, la communauté de Felin-fach comptait 673 habitants.